# Pseudorhipsalis alata
Pseudorhipsalis alata là một loài thực vật có hoa trong họ Cactaceae. Loài này được (Sw.) Britton & Rose miêu tả khoa học đầu tiên năm 1923.